# Хоцки
Хо́цки (укр. Хоцьки) — село, входит в Переяслав-Хмельницкий район Киевской области Украины.
Население по переписи 2001 года составляло 1697 человек. Почтовый индекс — 08473. Телефонный код — 4567. Занимает площадь 9,48 км².

## Местный совет
08473, Киевская обл., Переяслав-Хмельницкий р-н, с. Хоцки; тел. 3-21-42.
Голова сільської ради (станом на 2020 рік): Черниш Наталія Григорівна